# Flávia Luiza de Souza dos Santos
Flávia Luiza de Souza dos Santos (Ribeirão Preto, 4 settembre 1982) è una cestista brasiliana.

## Carriera

### Club
Dopo aver disputato gli anni delle giovanili in cinque squadre diverse (nell'ordine: Atlética, BNC/Osasco, Vasco de Gama, Americana e Sao Cartado), fa il suo esordio a livello professionistico restando nel 1998 nel suo paese, il Brasile, con la casacca dell'Ulbra e da lì ha iniziato a spostarsi per vari paesi del mondo che l'hanno portata a giocare tra il 1998 ed il 2012 in 17 squadre diverse in sei nazioni differenti (nell'ordine Brasile, Spagna, Italia, Lettonia, Svizzera e Portogallo). Campionato 1999-2000 al Paraná, 2000-01 al Taschibra/Vasto Verde. Nel 2001 passa al Brasil Juvenil, nel 2002 va a giocare in Europa nel campionato spagnolo con l'Yaya Maria Breogán. Poi nel 2003 per un breve periodo fa ritorno nel suo Brasile al São Caetano e poi ancora Spagna al Pabellón Ourense. Tra il 2004 ed il 2006 disputa due campionati nella serie A1 italiana, il primo con Alghero ed il secondo con Viterbo. Dal 2006 al 2007 si divide tra Brasile (Santo André prima e BMG/São Bernardo poi) e Lettonia (TTT Rīga). La stagione sportiva 2008-09 l'inizia in Spagna con Gran Canária e poi la termina in Svizzera col Fribourg. Dal 2009 al 2011 torna nuovamente a giocare in Brasile, una stagione con l'Unimed/Americana ed un'altra con il Poty Acucar. Nell'agosto del 2011 si trasferisce in Portogallo all'AD Vagos.
A livello internazionale in Europa ha partecipato a tre edizioni dell'EuroCup Women: nel 2007 con il TTT Rīga, nel 2009 con il Gran Canária e nel 2012 con l'AD Vagos attualmente in corso.

### Nazionale
Nel 2001 (campionato mondiale con l'under 18 e torneo internazionale di Washington), nel 2002 (coppa America con l'under 21 e la Copa Cidade de Varginha Adulta Feminina) e nel 2003 (campionato mondiale con l'under 21) ha collezionato presenze con le rappresentative giovanili della sua nazionale e dal 2005 (campionato sudamericano) è entrata a far parte della nazionale maggiore del suo paese, partecipando nel 2007 al Jogos Desafio Eletrobrás - Brasil x México.

## Palmarès
- Campionato sudamericano under 18: 1
Brasile 2000
- Medaglia d'argento campionato mondiale under 21: 1
Brasile 2003
- Campionato sudamericano: 1
Brasile 2005